# Kanadische Unterhauswahl 1867
- Lib: 62
- Anti: 18
- Lib-Kon: 29
- Kons: 71

Die Kanadische Unterhauswahl 1867 (engl. 1st Canadian General Election, frz. 1re élection fédérale canadienne) fand vom 7. August bis 20. September 1867 statt. Es war die erste Wahl des neu geschaffenen kanadischen Unterhauses (engl. House of Commons, frz. Chambre des Communes). Gewählt wurden dessen 180 Abgeordnete. 
Die von John Macdonald angeführten Konservativen gewannen die Mehrheit der Sitze und stellten die erste Regierung des Landes.

## Die Wahl
Die Konservative Partei von Premierminister John Macdonald errang die Mehrheit der Sitze und Stimmen in den beiden größten Provinzen Ontario und Québec; die Kandidaten traten unter der Bezeichnung „konservativ“ bzw. „liberal-konservativ“ an. Ontario und Québec hatten zuvor die Provinz Kanada gebildet, mit Macdonald und George-Étienne Cartier als Co-Premierminister.
Offiziell hatte die Liberale Partei keinen Vorsitzenden, trotzdem wurde der Verleger George Brown während des Wahlkampfs allgemein als Parteiführer wahrgenommen und wäre im Falle eines Wahlsiegs der Liberalen Premierminister geworden. Brown kandidierte sowohl bei der Unterhauswahl als auch für die Ontario Liberal Party bei der parallel stattfindenden Wahl zur Legislativversammlung von Ontario, war aber bei beiden nicht erfolgreich. Die Liberalen blieben bis 1873 offiziell ohne Vorsitzenden.
Vor der Gründung der Kanadischen Konföderation gab es in Nova Scotia und New Brunswick keine formalisierten liberalen und konservativen Parteien. Politische Gruppierungen in diesen Provinzen schlossen sich einer der Organisationen in der ehemaligen Provinz Kanada an. Gegner der Konservativen in New Brunswick schlossen sich den Liberalen an und gewannen die Mehrheit der Sitze und Stimmen in dieser Provinz. Gegner der Konservativen (und auch des Zusammenschlusses mit den anderen Provinzen) in Nova Scotia traten als Anti-Confederation Party unter der Führung von Joseph Howe an, bildeten aber nach der Wahl eine Fraktion mit den Liberalen. Als die britische Regierung die Abspaltung Nova Scotias verweigerte, wechselte die Mehrheit der Anti-Konföderationisten (11 von 18 Abgeordneten) zu den Konservativen.
Die Wahlbeteiligung betrug 73,1 Prozent.

## Ergebnisse

### Gesamtergebnis
| Partei | Partei                        | Vorsitzender   | Kandi- daten | Sitze | Stimmen  | Wähler- anteil |
| ------ | ----------------------------- | -------------- | ------------ | ----- | -------- | -------------- |
|        | Konservative Partei           | John Macdonald | 081          | 071   | 63.752   | 23,45 %        |
|        | Liberal-konservative Partei 1 | John Macdonald | 032          | 029   | 29.730   | 11,08 %        |
|        | Liberale Partei               | George Brown 2 | 065          | 062   | 60.818   | 22,67 %        |
|        | Anti-Confederation Party 3    | Joseph Howe    | 020          | 018   | 21.239   | 7,92 %         |
|        | Unabhängige                   |                | 001          |       | 1.756    | 0,65 %         |
|        | Unabhängiger Liberaler        |                | 001          |       | 1.048    | 0,39 %         |
|        | nicht bekannt                 |                | 141          |       | 90.044   | 33,84 %        |
| Gesamt | Gesamt                        | Gesamt         | 341          | 180   | 0268.386 | 100,00 %       |

Übersicht der Provinzen

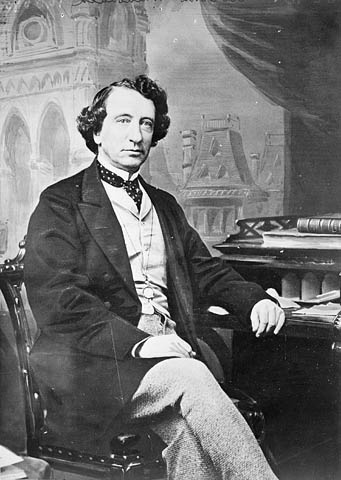
John Macdonald

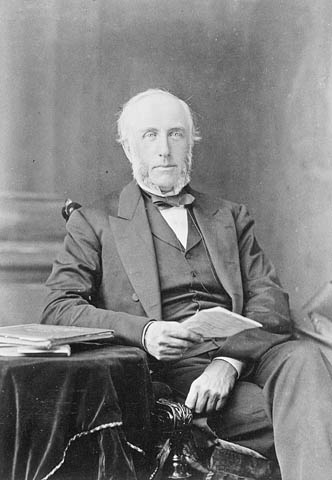
George Brown

1 Die Liberal-Konservativen bildeten zusammen mit den Konservativen eine Fraktion im Unterhaus 

2 George Brown war lediglich inoffiziell Parteiführer 

3 Die Anti-Confederation Party bildete zusammen mit den Liberalen eine Fraktion im Unterhaus

### Akklamationen
46 Abgeordnete wurden mangels Gegenkandidaten per Akklamation gewählt:
- Ontario: 3 Konservative, 3 Liberal-Konservative, 9 Liberale
- Québec: 14 Konservative, 5 Liberal-Konservative, 4 Liberale
- New Brunswick: 1 Konservativer, 3 Liberale
- Nova Scotia: 4 Antikonföderationisten

### Ergebnis nach Provinzen
| Partei       | Partei                      | Partei       | ON   | QC   | NB   | NS   | Gesamt |
| ------------ | --------------------------- | ------------ | ---- | ---- | ---- | ---- | ------ |
|              | Konservative Partei         | Sitze        | 33   | 36   | 1    | 1    | 71     |
|              | Konservative Partei         | Anteil in %  | 26,2 | 28,5 |      | 13,8 | 23,5   |
|              | Liberal-konservative Partei | Sitze        | 16   | 11   | 2    |      | 29     |
|              | Liberal-konservative Partei | Anteil in %  | 12,5 | 12,3 | 11,1 | 3,5  | 11,1   |
|              | Liberale Partei             | Sitze        | 33   | 17   | 12   |      | 62     |
|              | Liberale Partei             | Anteil in %  | 23,7 | 25,2 | 49,5 |      | 22,7   |
|              | Anti-Confederation Party    | Sitze        |      |      |      | 18   | 18     |
|              | Anti-Confederation Party    | Anteil in %  |      |      |      | 58,2 | 7,9    |
|              | Unabhängige                 | Anteil in %  | 1,3  |      |      |      | 0,7    |
|              | Unabhängiger Liberaler      | Anteil in %  | 0,6  |      |      |      | 0,4    |
|              | nicht bekannt               | Anteil in %  | 35,6 | 34,1 | 39,3 | 24,4 | 33,8   |
| Sitze gesamt | Sitze gesamt                | Sitze gesamt | 82   | 64   | 15   | 19   | 180    |